# Chiesa di San Bartolomeo (Brumano)
La chiesa di San Bartolomeo è la parrocchiale e il principale luogo di culto cattolico della località di Brumano in provincia e diocesi di Bergamo. Fa parte del vicariato di Rota d'Imagna. La chiesa dipendeva dall'Arcidiocesi di Milano trovandosi fino al 1796 nella zona di confine tra il Sacro Romano Impero cui apparteneva e la Repubblica di Venezia, e quindi è di rito ambrosiano.

## Storia
La chiesa parrocchiale, che era una cappella curata, di cui si ha conferma della presenza del clero nel Quattrocento. Fu ufficialmente fondata il 10 gennaio 1567 come risulta dall'atto rogato dal notaio Giovanni Pietro Scotti conservato negli archivi di Milano. La presenza di alcuni documenti confermano l'antichità dell'edificio di culto tra questi un legato del 1451 di Tommaso f.q. Simonis de Maznonibus de brumano,  il quale lasciò alla chiesa di San Bartolomeo 6 lire in cruce emenda e 2 in utilitate e 7 a ragazze orfane d maritare, con la presenza di cronotassi dei presbiteri presenti fino al 1507 quando fu rtificato il testamento di “petra uor antonelli arnoldi de caseris de rudeio di brumano” con legati per l'altare di “sampiro martire della chiesa di San Bartolomeo” La posizione dislocata dal resto del territorio bergamasco l'ha inserita nella diocesi di Milano. 

Era inserita nel vicariato di Lecco come risulta dagli atti delle visite pastorale che furono eseguite da arcivescovi e delegati della pieve di Lecco fin dal XVI e XVIII secolo. Dagli annuari della diocesi milanese risulta che la parrocchia nel periodo dal 1882 al 1986 era intitolata all'Immacolata concezione e santi Bartolomeo e Carlo Borromeo. Intorno alla piccola cappella, rimaneggiata più volte vi era anche la zona cimiteriale. Secondo lo storico Luigi Pagnoni la chiesa era piccola e necessaria di ricostruzione
 […] aveva una chiesa parrocchiale già ai tempi di S. Carlo. Era dedicata a S. Bartolomeo apostolo. Angusta e insicura, più volte rimaneggiata nei secoli, essa giunse fino a noi legata alle sorti dell'adiacente piccolo cimitero
L'arcivescovo di Milano Giuseppe Pozzobonelli fece la visita pastorale nel 1746 a Brumano. Dagli atti della visita si deduce che faceva parte della pieve di Lecco, e vi erano la scuola del Santissimo Sacramento.
Nell'Ottocento fu edificata la nuova chiesa con la posa della prima pietra il 6 maggio 1878, e la consacrazione dall'arcivescovo di Milano cardinale Andrea Carlo Ferrari, lasciando l'antica chiesa sconsacrata e a uso di magazzino.
[…] attualmente sconsacrata e usata come magazzeno, è la vecchia parrocchiale […] Si presenta come una piccola costruzione a navata unica con semplice facciata, probabilmente aggiunta al primitivo edificio risalente al XVI sec., munita di frontone curvilineo e cornice.
 La comunità di Brumano risulta essere molto piccola e povera non vi erano fondi e la nomina del titolare del beneficio spettava al padronato.
Nel 1896 fu l'arcivescovo Andrea Carlo Ferrari a visitare la chiesa. Dagli atti risulta che vi era una rendita netta del beneficio, e vi erano oratorio del Divin Redentore dei santi Rocco e Sebastiano in prossimità. Vi era la scuola del Santissimo Sacramento che gestiva l'altare maggiore e del Santissimo Rosario presso l'altare omonimo. La parrocchia è diventata bergamasca nel 2006.

## Descrizione

### Esterno
L'edificio di culto con orientamento dell'abside a ovest, è preceduto dal sagrato con pavimentazione di bolognini di porfido e collegato con l'assetto stradale da una scalinata a tenaglia. Un portico completo di pilastri in pietra con basamento e capitelli reggono la trabeazione e il timpano triangolare con un oculo posto al centro, anticipa la facciata che è divisa su due ordini. L'ingresso è posto centralmente con paraste e architrave in pietra. La parte superiore ha una finestra rettangolare atta a illuminare l'aula inserita in un leggero sfondato a arco in pietra locale. Il frontone termina con il timpano triangolare con oculo centrale che riprende quello inferiore.

### Interno
L'interno a unica navata è diviso da lesene complete di basamento e capitelli in quattro campate. Le lesene reggono il cornicione dove s'imposta la volta a botte e dove vi sono le quattro finestre per lato che illuminano l'aula con strombature che s'immettono nella volta.
La prima campata conserva a sinistra il fonte battesimale mentre corrispondente a destra vi è la statua di sant'Antonio di Padova. La seconda campata presente lateralmente le statue di san Giuseppe a sinistra mentre a destra quella raffigurante il Sacro Cuore di Gesù: Gli ingressi laterali sono posti nella terza campata mentre la quarte ha gli altari dedicati alla Madonna del Rosario a sinistra e al Sacro Cuore a destra.
La zona del presbiterio anticipata dall'arco trionfale e rialzata da due gradini ha la copertura da tazza circolare e termina con il catino del coro absidato.